# 栃木県道102号烏山停車場線

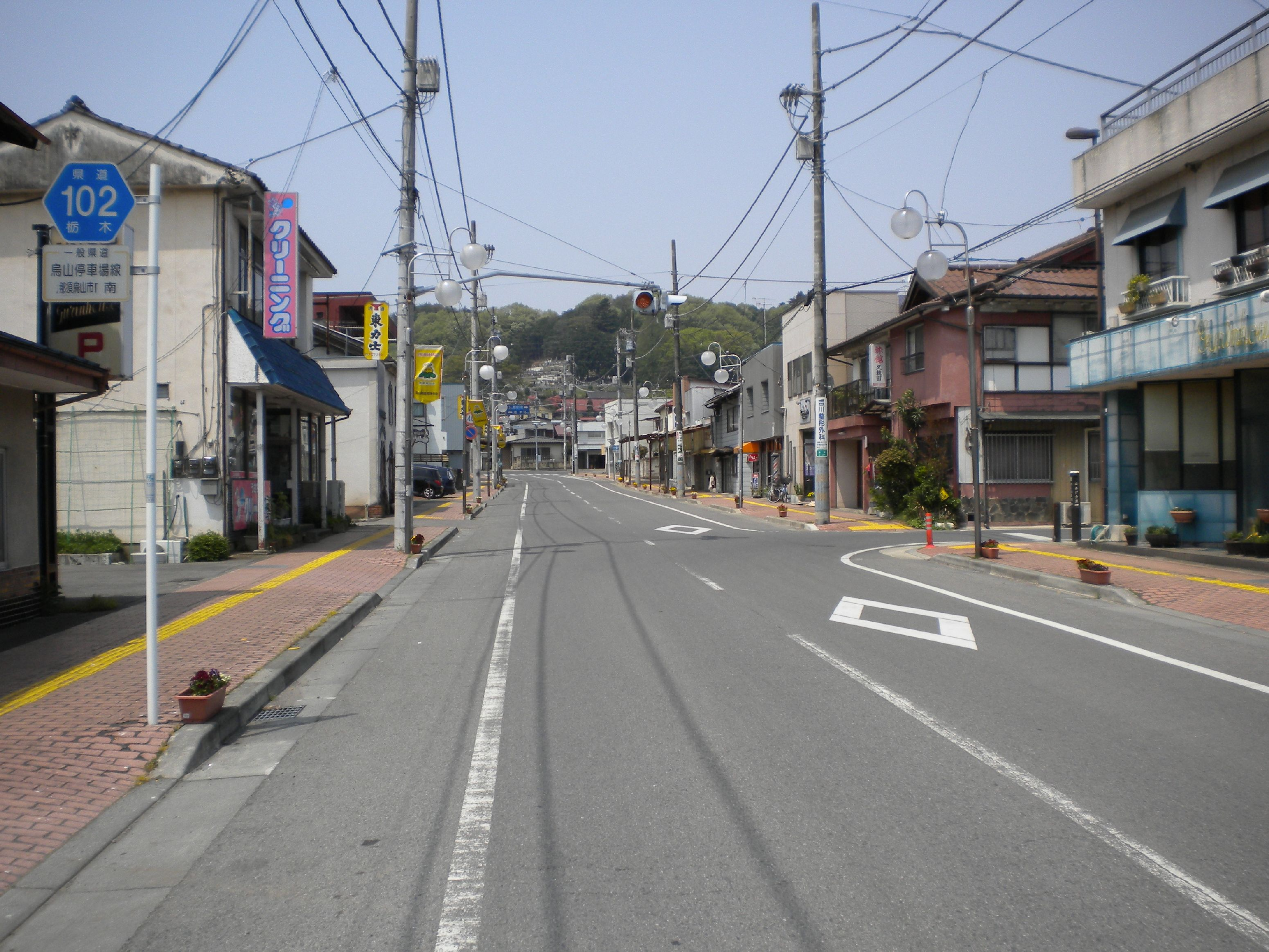
烏山駅付近より烏山駅入口交差点方面を望む

栃木県道102号烏山停車場線（とちぎけんどう102ごう からすやまていしゃじょうせん）は、栃木県那須烏山市に位置する一般県道である。

## 概要
国道294号とJR烏山線の終点である烏山駅を結ぶ路線。沿線には昔ながらの烏山の商店街が立ち並んでいる。

## 路線データ
- 総延長：1277m[1]
- 重用延長：34m[1]
- 実延長：1243m[1]
- 幅員：8.9 ～ 15.2m[2]
- 起点：栃木県那須烏山市金井2丁目（烏山停車場）
- 終点：栃木県那須烏山市中央2丁目（旭交差点＝国道294号・栃木県道12号那須烏山御前山線交点）
- 認定：1961年（昭和36年）4月1日

## 地理

### 通過する自治体
- 栃木県
  - 那須烏山市

### 交差する道路
- 栃木県道10号宇都宮那須烏山線（中央交差点）
- 国道294号（栃木県道27号那須黒羽茂木線重複)・栃木県道12号那須烏山御前山線（栃木県道27号那須黒羽茂木線重複）（旭交差点・終点）

## 歴史
- 1961年（昭和36年）4月1日 - 一般県道として認定。2017年3月13日まで総延長は184.7mだった。[2]
- 2017年（平成29年）3月14日 - 国道294号のルート変更に伴い、旭交差点まで延長指定される。[2]

## 交通量
24時間自動車類交通量（台/日）
- 2,678（推定値）

## 沿線施設
- JR烏山線 烏山駅
- 栃木県警察那須烏山警察署 烏山駅前交番